# Fontaine-Heudebourg
Fontaine-Heudebourg és un municipi francès situat al departament de l'Eure i a la regió de Normandia. L'any 2007 tenia 672 habitants.

## Demografia

### Població
El 2007 la població de fet de Fontaine-Heudebourg era de 672 persones. Hi havia 260 famílies, de les quals 42 eren unipersonals (23 homes vivint sols i 19 dones vivint soles), 101 parelles sense fills, 98 parelles amb fills i 19 famílies monoparentals amb fills.
La població ha evolucionat segons el següent gràfic:
Habitants censats

### Habitatges
El 2007 hi havia 284 habitatges, 264 eren l'habitatge principal de la família, 15 eren segones residències i 5 estaven desocupats. 274 eren cases i 9 eren apartaments. Dels 264 habitatges principals, 221 estaven ocupats pels seus propietaris, 36 estaven llogats i ocupats pels llogaters i 8 estaven cedits a títol gratuït; 14 tenien dues cambres, 24 en tenien tres, 82 en tenien quatre i 144 en tenien cinc o més. 221 habitatges disposaven pel capbaix d'una plaça de pàrquing. A 92 habitatges hi havia un automòbil i a 159 n'hi havia dos o més.

### Piràmide de població
La piràmide de població per edats i sexe el 2009 era:
| Homes | Edats   | Dones |
| ----- | ------- | ----- |
| 0     | 95 o +  | 0     |
| 0     | 90 a 94 | 0     |
| 0     | 85 a 89 | 0     |
| 4     | 80 a 84 | 0     |
| 12    | 75 a 79 | 8     |
| 12    | 70 a 74 | 12    |
| 8     | 65 a 69 | 16    |
| 12    | 60 a 64 | 8     |
| 16    | 55 a 59 | 16    |
| 24    | 50 a 54 | 24    |
| 48    | 45 a 49 | 56    |
| 24    | 40 a 44 | 24    |
| 16    | 35 a 39 | 12    |
| 32    | 30 a 34 | 16    |
| 16    | 25 a 29 | 20    |
| 16    | 20 a 24 | 12    |
| 32    | 15 a 19 | 24    |
| 32    | 10 a 14 | 28    |
| 12    | 5 a 9   | 24    |
| 20    | 0 a 4   | 12    |

## Economia
El 2007 la població en edat de treballar era de 432 persones, 334 eren actives i 98 eren inactives. De les 334 persones actives 299 estaven ocupades (157 homes i 142 dones) i 35 estaven aturades (12 homes i 23 dones). De les 98 persones inactives 50 estaven jubilades, 19 estaven estudiant i 29 estaven classificades com a «altres inactius».

### Ingressos
El 2009 a Fontaine-Heudebourg hi havia 277 unitats fiscals que integraven 721 persones, la mediana anual d'ingressos fiscals per persona era de 20.546 €.

### Activitats econòmiques
Dels 17 establiments que hi havia el 2007, 2 eren d'empreses de fabricació d'altres productes industrials, 1 d'una empresa de construcció, 7 d'empreses de comerç i reparació d'automòbils, 1 d'una empresa de transport, 1 d'una empresa d'hostatgeria i restauració, 2 d'empreses financeres i 3 d'empreses classificades com a «altres activitats de serveis».
Dels 3 establiments de servei als particulars que hi havia el 2009, 1 era un taller de reparació d'automòbils i de material agrícola, 1 paleta i 1 saló de bellesa.
L'únic establiment comercial que hi havia el 2009 era una botiga de material esportiu.
L'any 2000 a Fontaine-Heudebourg hi havia 5 explotacions agrícoles.

## Equipaments sanitaris i escolars
El 2009 hi havia una escola elemental.

## Poblacions més properes
El següent diagrama mostra les poblacions més properes.